# Damallsvenskan 2017
La Damallsvenskan 2017 fue la 29ª edición de la Damallsvenskan, primera división de fútbol femenino en Suecia. Comenzó el 16 de abril de 2017 y terminó el 12 de octubre de 2017. Linköpings FC fue el campeón por segunda vez consecutiva y, junto a FC Rosengård, se clasificó a la Liga de Campeones. De la Elitettan, Kvarnsvedens IK y KIF Örebro DFF consiguieron el ascenso.
El 29 de octubre, el Linköpings FC fue declarado campeón tras un empate. Fue la segunda vez consecutiva que consiguió el título.

## Equipos
| Equipo                  | Ubicación    | Estadio                       | Capacity |
| ----------------------- | ------------ | ----------------------------- | -------- |
| Djurgardens IF          | Estocolmo    | Estadio Olímpico de Estocolmo | 14.417   |
| Eskilstuna United DFF   | Eskilstuna   | Tunavallen                    | 7.600    |
| Fotboll Club Rosengård  | Malmö        | Malmö IP                      | 5.700    |
| KIF Örebro DFF          | Örebro       | Behrn Arena                   | 12.624   |
| Kopparbergs/Göteborg FC | Gotemburgo   | Valhalla IP                   | 4.000    |
| Kvarnsvedens IK         | Borlänge     | Ljungbergsplanen              | 1.000    |
| Linköpings FC           | Linköping    | Arena Linköping               | 8.500    |
| Piteå IF                | Piteå        | LF Arena                      | 3.000    |
| Vittsjö GIK             | Vittsjö      | Vittsjö IP                    | 3.000    |
| IF Limhamn Bunkeflo     | Malmö        | Limhamns IP                   | 2.800    |
| Hammarby IF             | Estocolmo    | Zinkensdamms IP               | 3.000    |
| Kristianstads DFF       | Kristianstad | Vilans IP                     | 5.000    |

## Clasificación
| Pos. | Equipo                  | Pts. | PJ | G  | E | P  | GF | GC | Dif. | Clasificación o descenso             |
| ---- | ----------------------- | ---- | -- | -- | - | -- | -- | -- | ---- | ------------------------------------ |
| 1    | Linköpings FC           | 51   | 22 | 16 | 3 | 3  | 45 | 24 | +21  | Clasificación a la Liga de Campeones |
| 2    | FC Rosengård            | 42   | 22 | 12 | 6 | 4  | 50 | 23 | +27  | Clasificación a la Liga de Campeones |
| 3    | Eskilstuna United DFF   | 38   | 22 | 11 | 5 | 6  | 37 | 24 | +13  |                                      |
| 4    | Piteå IF                | 36   | 22 | 10 | 6 | 6  | 31 | 20 | +11  |                                      |
| 5    | Kristianstads DFF       | 31   | 22 | 9  | 4 | 9  | 33 | 26 | +7   |                                      |
| 6    | Djurgårdens IF          | 30   | 22 | 9  | 3 | 10 | 31 | 36 | −5   |                                      |
| 7    | Hammarby IF             | 27   | 22 | 6  | 9 | 7  | 27 | 26 | +1   |                                      |
| 8    | Kopparbergs/Göteborg FC | 27   | 22 | 7  | 6 | 9  | 31 | 41 | −10  |                                      |
| 9    | IF Limhamn Bunkeflo     | 26   | 22 | 8  | 2 | 12 | 23 | 43 | −20  |                                      |
| 10   | Vittsjö GIK             | 23   | 22 | 5  | 8 | 9  | 24 | 30 | −6   |                                      |
| 11   | Kvarnsvedens IK         | 19   | 22 | 4  | 7 | 11 | 41 | 54 | −13  | Descenso a la Elitettan              |
| 12   | KIF Örebro DFF          | 13   | 22 | 2  | 7 | 13 | 21 | 47 | −26  | Descenso a la Elitettan              |

 Fuente: soccerway.com
Criterios de clasificación: 1) Puntos; 2) Diferencia de goles; 3) Número de goles marcados